# Marienerscheinungen in Marpingen 1876/1877

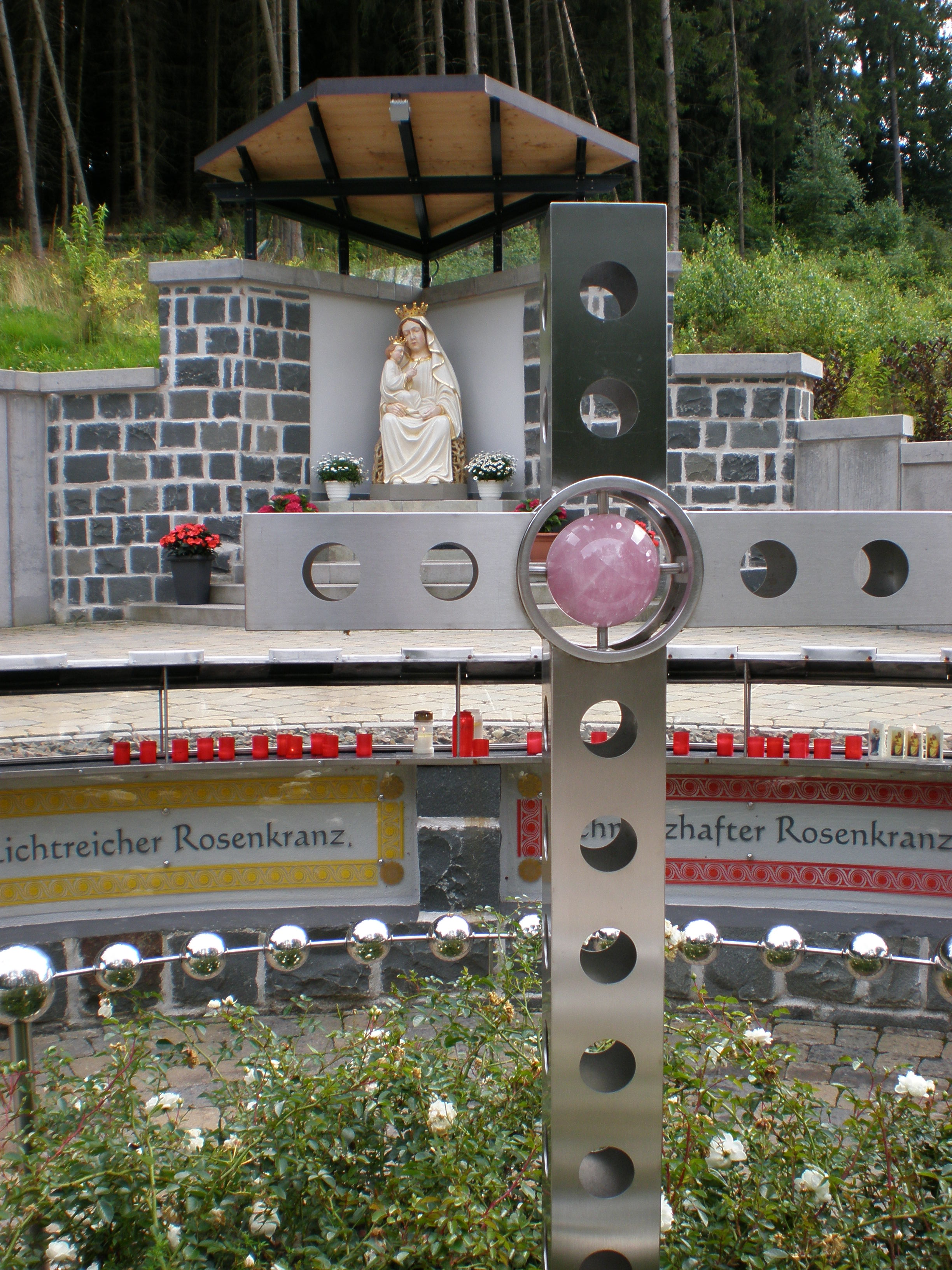
Marienfigur im Marpinger Härtelwald

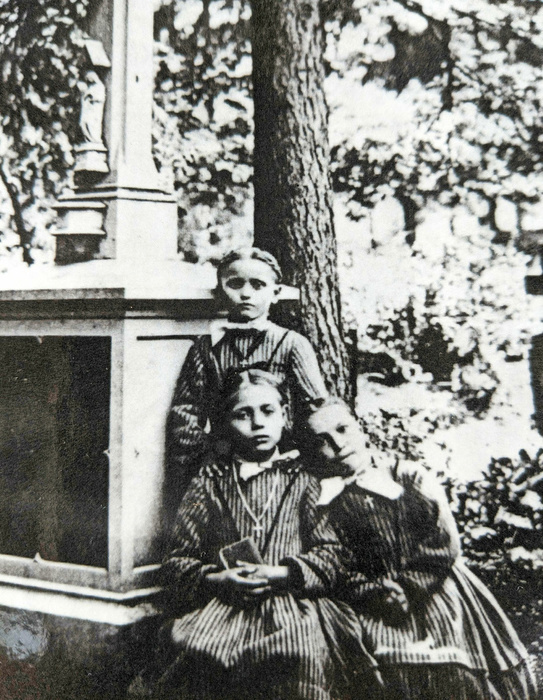
Katharina Hubertus, Susanna Leist und Margaretha Kunz

Bei den Marienerscheinungen in Marpingen handelt es sich um Berichte der drei achtjährigen Mädchen Katharina Hubertus, Susanna Leist und Margaretha Kunz, ihnen sei im Härtelwald des heute saarländischen Dorfes Marpingen mehrfach die Jungfrau Maria erschienen. Die erste Erscheinung wollten die Mädchen am 3. Juli 1876, die letzte am 3. September 1877 gehabt haben.
Die Berichte über Marienerscheinungen, die von den Kindern später mehrfach widerrufen wurden und von der römisch-katholischen Kirche nicht anerkannt werden, zogen bereits nach wenigen Tagen Tausende von Pilgern an. Bald waren auch andere Menschen, Kinder und Erwachsene, davon überzeugt, die Erscheinung gesehen zu haben, oder berichteten davon, auf wundersame Weise von Erkrankungen geheilt worden zu sein. Die Menschenansammlungen erregten die Aufmerksamkeit der Behörden, die daraufhin am 13. Juli 1876 mit Hilfe des Militärs die betende und singende Pilgerschar am Erscheinungsort auflöste. Vor dem Hintergrund des Kulturkampfes zwischen dem Deutschen Kaiserreich und der römisch-katholischen Kirche kam es in der Folge zu Verhaftungen, der Sperrung des Härtelwaldes und zur Einweisung der drei Kinder in eine Besserungsanstalt.
Die Marienerscheinungen in Marpingen erregten europaweit Aufmerksamkeit. Der Ort wurde von Anhängern als „deutsches Lourdes“ bezeichnet und beschäftigte Gerichte im Rheinland sowie den preußischen Landtag in Berlin.

## Die Marienerscheinungen in Marpingen

### Marpingen und die Diözese Trier in der Zeit des Kulturkampfes

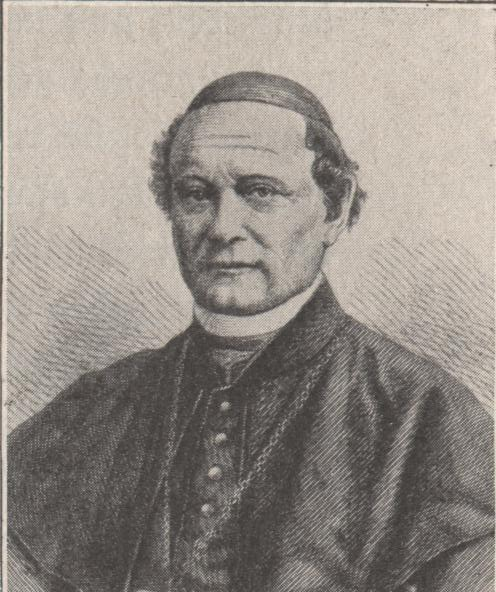
Der Trierer Bischof Matthias Eberhard

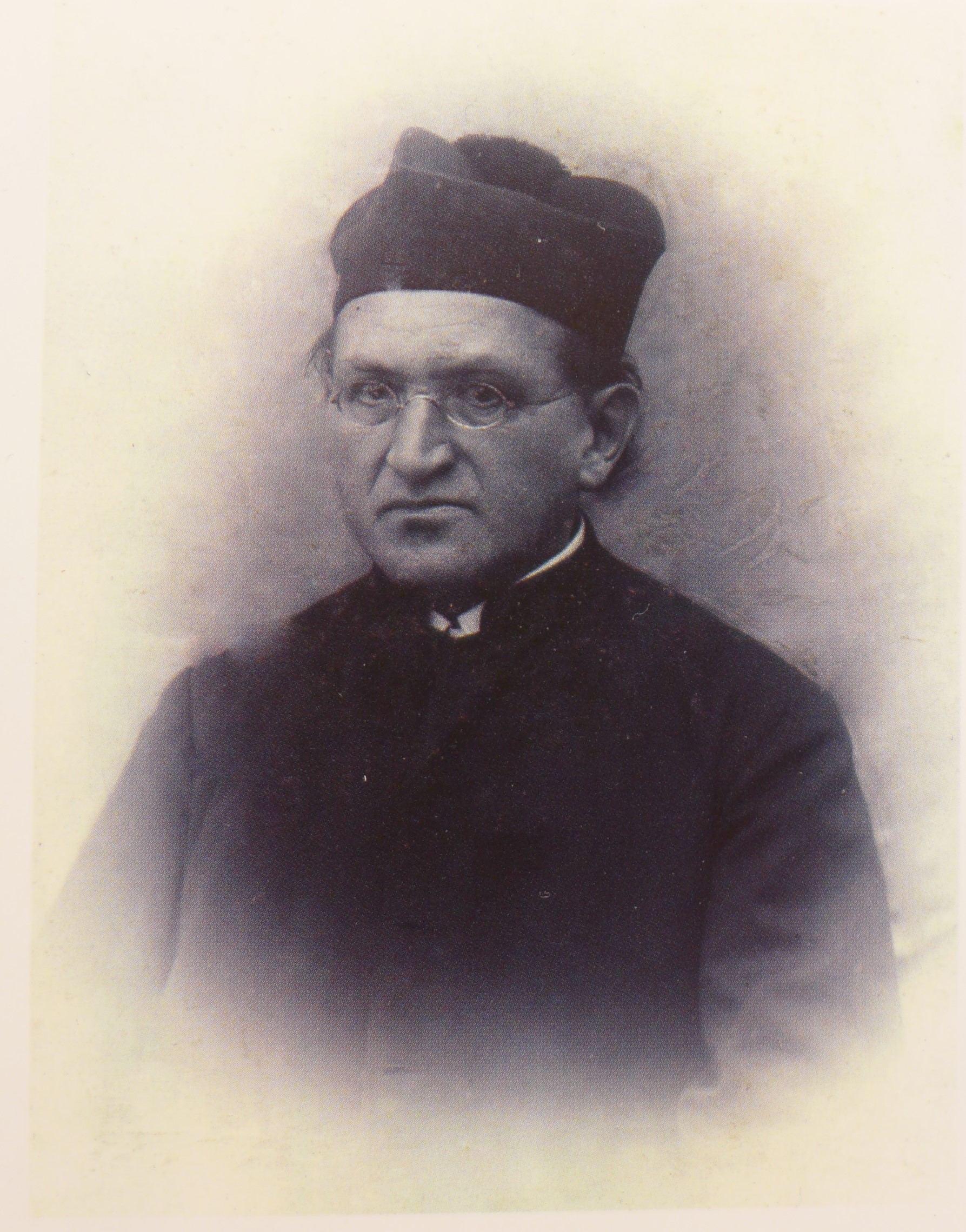
Jakob Neureuter im Jahr 1894, Pfarrer von Marpingen in den Jahren 1864 bis 1895 (Stiftung Marpinger Kulturbesitz)

Marpingen durchlief im 19. Jahrhundert wie viele andere ländliche Gemeinden starke Umbrüche. Das Fürstentum Lichtenberg, zu dem Marpingen gehörte, war 1834 von Herzog Ernst I. an das protestantisch geprägte Preußen verkauft worden. Das Dorf zählte im Jahre 1875 1.622 Einwohner, die nahezu alle römisch-katholisch waren. Die Hälfte der Einwohner waren Bergarbeiter. Der Wechsel von einer weitgehend bäuerlich geprägten Gemeinschaft zu einem Dorf, in dem der Großteil der arbeitenden männlichen Bevölkerung während der Woche in den Zechen Altenwald, Maybach, Itzenplitz und Dechen arbeitete und dort in Schlafhäusern unterkam, vollzog sich innerhalb einer Generation. Die Depressionsphase nach dem Gründerkrach 1873, die sogenannte Gründerkrise, bedeutete für diese Bergarbeiter sozialen Abstieg. Es kam zu Entlassungen und Verlängerung der Arbeitszeit bei gleichzeitiger Lohnkürzung, so dass die Familien kaum noch von dem Gehalt eines Bergarbeiters leben konnten.
Bereits vor den Marienerscheinungen im Jahre 1876/1877 hatte Marpingen unter den Folgen des Kulturkampfes zwischen dem preußischen Staat und der römisch-katholischen Kirche zu leiden. Der Trierer Bischof Matthias Eberhard war am 6. März 1874 als zweiter preußischer Bischof verhaftet und anschließend zu einer Geldstrafe von 130.000 Goldmark und neun Monaten Haft verurteilt worden. Er starb am 30. Mai 1876, sechs Monate nach seiner Haftentlassung. Zum Zeitpunkt seines Todes waren 250 Priester der Diözese vor Gericht gestellt worden und 230 von 731 Pfarreien der Diözese vakant. Von diesen Auswirkungen der Maigesetze blieb die Gemeinde Marpingen verschont, da ihr Gemeindepfarrer Jakob Neureuter bereits seit 1864 im Amt war. In der Nachbargemeinde Namborn führte die Berufung des Pfarrers Jakob Isbert im Jahre 1873 jedoch zum sogenannten „Fall Namborn“.
David Blackbourn führt aus, dass sich für katholische Gemeinden dieser Zeit ein durchdringendes Gefühl der Verlassenheit und Verzweiflung erkennen ließe. Viele sehnten sich nach einem göttlichen Eingreifen gegen ihre irdische Drangsal, und vor dem Hintergrund des Wiederauflebens der Marienfrömmigkeit heftete sich die Hoffnung vieler Katholiken an die Jungfrau Maria.
In Marpingen pilgerten seit alter Zeit Dorfbewohner und Bewohner des Umlandes mit der Bitte um eine gute Ernte und um Wettersegen zum sogenannten „Maieborn“. Der „Maieborn“ sprudelte nach der Schneeschmelze vor Beginn der Feldbestellung stark und versiegte üblicherweise im Herbst nach dem Ende der jährlichen Anbauepoche. Die Quelle wurde mit der Jungfrau Maria in Verbindung gebracht und ihr zu Ehren eine marianische Kultstätte eingerichtet. Diese Wallfahrtsstätte ist allerdings nicht mit der angeblichen Erscheinungsstätte der Jahre 1876/1877 (sowie 1999) im Marpinger Härtelwald zu verwechseln.
Als Anfang Februar 1874 der Erzbischof von Posen und Gnesen, Mieczysław Halka Ledóchowski, verhaftet wurde, rief der deutsche Episkopat die Katholiken dazu auf, die Jungfrau Maria um Fürbitte anzurufen. Auch Bischof Eberhard pilgerte nach seiner Haftentlassung zum Marienwallfahrtsort Eberhards-Clausen und bezeichnete die Jungfrau Maria als „unseren Schutz und Schirm“. Damit spielte er auf das an Maria gerichtete Fürbittengebet „Unter Deinen Schutz und Schirm“ an. Dass dieses Gebet regelmäßig gesprochen werde, war eine der Botschaften von Marpingen. Charakteristisch für diese Jahre war ein gehäuftes Auftreten von Marienerscheinungen, die zu lokaler Verehrung führten, auch wenn in vielen Fällen die katholische Kirche dies wegen mangelnder Glaubwürdigkeit der Erscheinungen zu unterbinden suchte.

### Die Marienerscheinungen

Schriftliche Erklärung zur Marienerscheinung:
Margretha Kunz.
geboren den 7 Mai 1868
8 Jahr alt.
Ich habe am 3 Juli die Mutter
gottes gesehn.

Margaretha Kunz, Katharina Hubertus und Susanna Leist waren zum Zeitpunkt, zu dem sie erstmals von einer Marienerscheinung berichteten, acht Jahre alt. Alle drei stammten aus ärmeren Verhältnissen, allerdings besaß Susanna Leists Vater Kühe, Wiesen und Scheunen. Margaretha Kunz war die jüngste von zehn Geschwistern, ihr Vater war bei einem Unglück ums Leben gekommen, bevor sie geboren wurde. Die Schulden, die der Vater hinterlassen hatte, zwangen die Familie dazu, ihre Mühle zu verkaufen. Margaretha Kunz wurde später übereinstimmend von ihren Zeitgenossen als das klügste unter den drei Mädchen bezeichnet.
Die Mädchen waren am 3. Juli 1876, einen Tag nach dem Fest Mariä Heimsuchung, im Wald, um Heidelbeeren zu pflücken, als Susanna Leist aufschrie und die anderen Mädchen auf eine weiße Frau aufmerksam machte. Die Reaktion der Eltern auf die Berichte der Mädchen waren unterschiedlich, aber durchgängig von Skepsis geprägt.
Unterstützung fanden die Mädchen, als sich ihre Berichte über Erscheinungen fortsetzten. Katharinas Vater begleitete bereits am 5. Juli gemeinsam mit zwei weiteren Männern die Mädchen zum Erscheinungsort. Nachdem er zur Überzeugung gelangt war, dass die Mädchen nicht vorsätzlich logen, war er von der Richtigkeit ihres Berichtes überzeugt. Er war einer der ersten, die gegenüber Pfarrer Jakob Neureuter die Errichtung einer Kapelle vorschlugen, und berichtete später, dass er am 3. August 1876 das Singen und Beten der Engel hörte, das die Erscheinung begleitet habe. Der Bericht der Mädchen stieß auf große Resonanz unter den Einwohnern Marpingens. Bereits am 5. Juli suchten über hundert von ihnen den Erscheinungsort im Härtelwald auf. Sie hielten dort Nachtwachen und schmückten den Erscheinungsort mit Blumen und einem Kreuz. Die zwanzigjährige Margaretha Kunz wies in ihrem Widerruf darauf hin, dass sie wegen dieses einsetzenden Kultes sehr bald „nicht mehr zurück konnte“, das heißt von ihrem Bericht abrücken konnte. Ebenfalls am 5. Juli ereignete sich die erste angebliche Heilung. Der unter starkem Rheumatismus leidende ehemalige Bergarbeiter Nikolaus Recktenwald berichtete von einem mächtigen Kraftstrom und einem Gefühl der Heilung, nachdem die Kinder seine Hand angeblich an den Fuß der Jungfrau geführt hatten. Zwei weitere angebliche Heilungen desselben Tages beeinflussten die Meinung im Dorf über die Wahrhaftigkeit der Erscheinung. Entscheidender für den Meinungsumschwung war jedoch der Bericht von vier jeweils etwa vierzigjährigen Männern und der siebzehnjährigen Anna Hahn, sie hätten die Jungfrau ebenfalls gesehen. Anna Hahn wurde bei ihrer Erscheinung ohnmächtig, die nach der Quellenlage offenbar von Ehrfurcht überwältigten Männer berichteten von einer strahlenden und mit einem Diadem gekrönten Jungfrau, die auf dem Arm das Christuskind trug. David Blackbourn nennt es eines der frappierendsten Merkmale der Marpinger Marienerscheinungen, dass die Erscheinung keine erkennbare Spaltung des Dorfes bewirkte. Unter den mehr als 1.600 Einwohnern gab es lediglich acht Skeptiker. Die repressiven Maßnahmen seitens des preußischen Staates führten dabei eher zu einem verstärkten Zusammenhalt, bei dem den Nachforschungen Ortsfremder mit einer Mauer des Schweigens begegnet wurde.

### Formung der Erzählung
Margaretha Kunz widerrief wie die anderen beiden Mädchen später ihren Bericht. Das geschah unter einer Art Zwang, nachdem die Mädchen in ein Heim eingeliefert worden waren; deswegen traf es unter Anhängern der Erscheinung auf wenig Resonanz, zumal die Mädchen zum Teil ihre Eingeständnisse später widerriefen. Als Zwanzigjährige hat die zu dem Zeitpunkt als Klostergehilfin arbeitende Margaretha Kunz, die kurz danach als Novizin ins Kloster eintrat, erneut bestätigt, dass es sich bei den Behauptungen der Visionen um – in ihren Worten – „eine einzige große Lüge“ gehandelt habe. Ihre Aussage als junge Erwachsene unterstreicht, wie sehr sich der Bericht unter dem Einfluss ihrer Mitbürger an das vorherrschende Bild über eine Marienerscheinung anpasste, das vor allem von den Marienerscheinungen in Lourdes beeinflusst war.
Großen Einfluss auf den Bericht der Marpinger Kinder hatte in den ersten Tagen Susanna Leists Mutter. Sie forderte die Mädchen noch am 3. Juli auf, am nächsten Tag erneut in den Wald zu gehen, zu beten und die Erscheinung zu fragen, wer sie sei. Würde die Gestalt antworten, sie wäre die Unbefleckte Empfängnis, würde es sich um die Mutter Gottes handeln. Dies spielt direkt auf einen entscheidenden Punkt der Marienerscheinungen in Lourdes an: Bernadette Soubirous war von dem Pfarrer Dominique Peyramale, der die Echtheit ihrer Vision bezweifelte, beauftragt worden, die Frau zu fragen, wer sie sei. Die Erscheinung antwortete auf diese Frage in Mundart „Que soy era Immaculada Concepciou“ („Ich bin die unbefleckte Empfängnis“). Papst Pius IX. hatte vier Jahre zuvor das Dogma von der Unbefleckten Empfängnis Mariens verkündet. Dass Bernadette Soubirous mit ihrer mangelhaften Bildung von diesem Dogma gehört haben konnte, schien Pfarrer Peyramale wenig wahrscheinlich.
Im Falle der Marpinger Erscheinungen verbesserte Susanna Leists Mutter bewusst oder unbewusst die Berichte der Mädchen auch in Bezug auf das Erscheinungsbild. Das blaue Band – ebenfalls ein Detail der Marienerscheinungen in Lourdes – wurde von Susanna Leists Mutter der vagen Beschreibung der Kinder hinzugefügt, bevor dieses Detail von einem der Kinder erwähnt wurde. Auch andere Aspekte der Marpinger Erscheinungen wurden den Kindern durch ihr Umfeld suggeriert. Sie wurden gefragt, ob die Erscheinung eine goldene Krone auf dem Haupt und das Jesuskind auf dem Arm trage, ob sie den Bau einer Kapelle gewünscht habe und ob Kranke an den Erscheinungsort zu bringen seien. Solche Beeinflussungen unterliefen auch Personen wie Matthias Scheeben, einem im 19. Jahrhundert einflussreichen deutschen Theologen, in dessen Werk der übernatürliche Charakter offenbarter Wahrheiten einen breiten Raum einnimmt. Er war im September 1876 in Marpingen zufällig anwesend, als die Kinder vage von einem strahlenden Haupt berichteten, das bei einer Erscheinung über der Jungfrau Maria geschwebt habe. Er zeigte ihnen daraufhin ein Bild des hl. Niklaus von Flüe, worauf ihm die Kinder bestätigten, dass so genau das Haupt ausgesehen habe. Blackbourn weist nach seiner Auswertung der Widerrufe der Mädchen auf die große Bedeutung hin, die das Erlebnis für die Kinder hatte:

„Liest man [die frühen Widerrufe] neben zeitgenössischen Schilderungen Dritter über das Verhalten der Kinder, so lassen sie erkennen, dass das Erlebnis der Erscheinungen alles andere als trivial war und nicht allein als Konstrukt von Erwachsenen interpretiert werden kann. Die Visionärinnen waren zugleich verspielt und verzweifelt. Sie schufen sich das Bild eines besseren Lebens und genossen den Rausch ihres neuartigen Status, aber sie wurden auch von Schuldgefühlen bedrückt und von Ängsten gequält.“

### Pilger

Prinzessin Helene in Bayern, Erbprinzessin von Thurn und Taxis, Schwester der österreichischen Kaiserin Elisabeth; eine der prominentesten Marpingen-Pilger

Die ersten auswärtigen Pilger kamen bereits am Ende der ersten Woche nach Marpingen. Am 12. Juli waren es bereits rund 20.000 Besucher. Dieser Pilgerstrom hielt über vierzehn Monate an, auch wenn die Anzahl der Pilger dabei schwankte. Schon im August 1876 befanden sich unter den Pilgern Personen, die von außerhalb des Saarlands angereist waren, und im Herbst 1876 erreichten den Marpinger Gemeindepfarrer Briefe aus Belgien, Luxemburg, den Niederlanden, der Schweiz, Österreich, Italien und den Vereinigten Staaten. Besonders zahlreich war die Pilgerzahl an kirchlichen Feiertagen und unter diesen insbesondere an den Marienfesten. Da die Kinder den 3. September 1877 als Tag der letztmaligen Marienerscheinung genannt hatten, fanden die Pilgerfahrten ihren Höhepunkt in den ersten drei Septembertagen 1877 und gingen dann sehr schnell stark zurück.
Sehr viele zeitgenössische Quellen betonen das breite soziale Spektrum der Pilger. Für alle Schichten galt, dass die Marpinger Marienerscheinungen deutlich mehr Frauen als Männer anzogen. Eine stärkere Beteiligung von Frauen an religiösen Ereignissen ist dabei ein Phänomen, das für die zweite Hälfte des 19. Jahrhunderts bis zum Ausbruch des Ersten Weltkrieges in vielen europäischen Ländern typisch war. Blackbourn führt aus, dass die Pilger überwiegend aus den höchsten und niedrigsten Rängen der katholischen Gesellschaft gekommen seien, jedoch sei insbesondere das männliche Bürgertum deutlich unterrepräsentiert gewesen. Auffallend waren die vielen Angehörigen des katholischen Adels, die sich in Marpingen einfanden. Zu den prominentesten zählten die Prinzessin Helene von Thurn und Taxis, die dreimal Marpingen besuchte, die Baronin von Louisenthal, mehrere Mitglieder des Adelsgeschlechts Stolberg, die Gräfin Maria Anna Ferdinande Gräfin von Spee, die – letztlich vergebens – auf übernatürliche Hilfe für ihre  kranke, gleichwohl bald verstorbene Tochter gehofft hatte, und die 1874 zum Katholizismus übergetretene Marie Friederike von Preußen. Die Mehrzahl der Pilger war dagegen von bescheidener Herkunft.
Die Motive der Pilger für die Wallfahrt nach Marpingen waren sehr unterschiedlich. Sie kamen als Akt der Buße, um durch ihre Anwesenheit Gnade zu erlangen, oder weil sie die Fürbitte der Jungfrau Maria suchten. Für viele war die Pilgerfahrt aber auch mit der Hoffnung auf Heilung für sich selbst oder ihre Angehörigen verbunden, wobei man dem Wasser der Quelle im Härtelwald eine wunderbare Wirkung zuschrieb. Viele der Pilger führten deswegen Behältnisse mit, um das Wasser mit nach Hause nehmen zu können. Dem liberalen Zuger Volksblatt zufolge nahmen die Gläubigen aus Marpingen nicht nur Wasser, sondern auch Lehm mit, „den sie wie Salz auf Butterbrod streuen und verspeisen.“

## Reaktionen

### Reaktionen des Klerus
Katholische Priester waren angehalten, Berichten über Privatoffenbarungen mit Skepsis und Zurückhaltung zu begegnen, bevor nicht eine kanonische Untersuchung diese als glaubwürdig einstufte. Die Angehörigen des katholischen Klerus, die nach Marpingen kamen, waren tendenziell geneigt, die Echtheit der Erscheinung zu akzeptieren. Viele bedrängte Geistliche sahen in Marpingen ein Signal und waren bereit, auch Gefängnisstrafen zu akzeptieren, wenn dies der Preis sein sollte, um persönlich Zeugnis der Marpinger Ereignisse abzulegen. Diejenigen, die der Erscheinung skeptisch gegenüberstanden, verboten gewöhnlich auch ihren Gemeindemitgliedern, nach Marpingen zu pilgern. Der Marpinger Gemeindepfarrer Jakob Neureuter stand unter besonders großem Druck, da ihm die Unterstützung der kirchlichen Hierarchie fehlte. Eine offizielle Verurteilung der Marpinger Erscheinung seitens der Diözese unterblieb nicht zuletzt, weil sich das zuständige Trierer Domkapitel einer Zusammenarbeit mit dem preußischen Staat verweigerte. Praktische Unterstützung fand Pfarrer Neureuter bei den Pfarrern seiner Nachbargemeinde, die Briefe beantworteten oder die Aussagen der Seherinnen und Geheilten festhielten. Da das Trierer Domkapitel ihm die Unterstützung verweigerte, bat Neureuter den Mariologen Matthias Scheeben um Hilfe. Dieser war sehr schnell von der Echtheit der Erscheinung überzeugt und zerstreute auch die Zweifel Neureuters. Bei seinem ersten Verhör durch den Trierer Regierungspräsidenten Wolff am 14. Juli benutzte Neureuter eine Formel (vgl. Apg 5,38 f. ), auf die er sich auch später immer wieder zurückzog:

„Ist es Menschenwerk, so wird es in sich zerfallen, ist es Gotteswerk, so werden Sie, Herr Präsident, es nicht verhindern.“

Der formell bekundete Wunsch Jakob Neureuters, durch seine Handlungen einer kanonischen Untersuchung nicht vorzugreifen, wurde allerdings häufig durch seine eigene offenkundige Überzeugung konterkariert.
Verschiedene Details der von den Kindern berichteten Erscheinungen lösten bei einer Reihe von Geistlichen Zweifel an der Wahrhaftigkeit der Erscheinung aus. Pfarrer Feiten aus dem saarländischen Fraulautern wandte sich deshalb an den Luxemburger Bischof Nicolas Adames, der Parallelen zu ähnlichen, von der Kirche als Täuschung oder Betrug eingestuften Fällen im Elsass zog und ein vernichtendes Urteil fällte. In der Atmosphäre der Monate vom Juli 1876 bis September 1877 gelang es Geistlichen jedoch noch nicht einmal in den offenkundig zweifelhaften Nachahmungen der Marpinger Erscheinungen, diese zu unterbinden. Wo sie es versuchten, waren sie häufig Anfeindungen ihrer eigenen Gemeindemitglieder ausgesetzt.

### Presseberichte

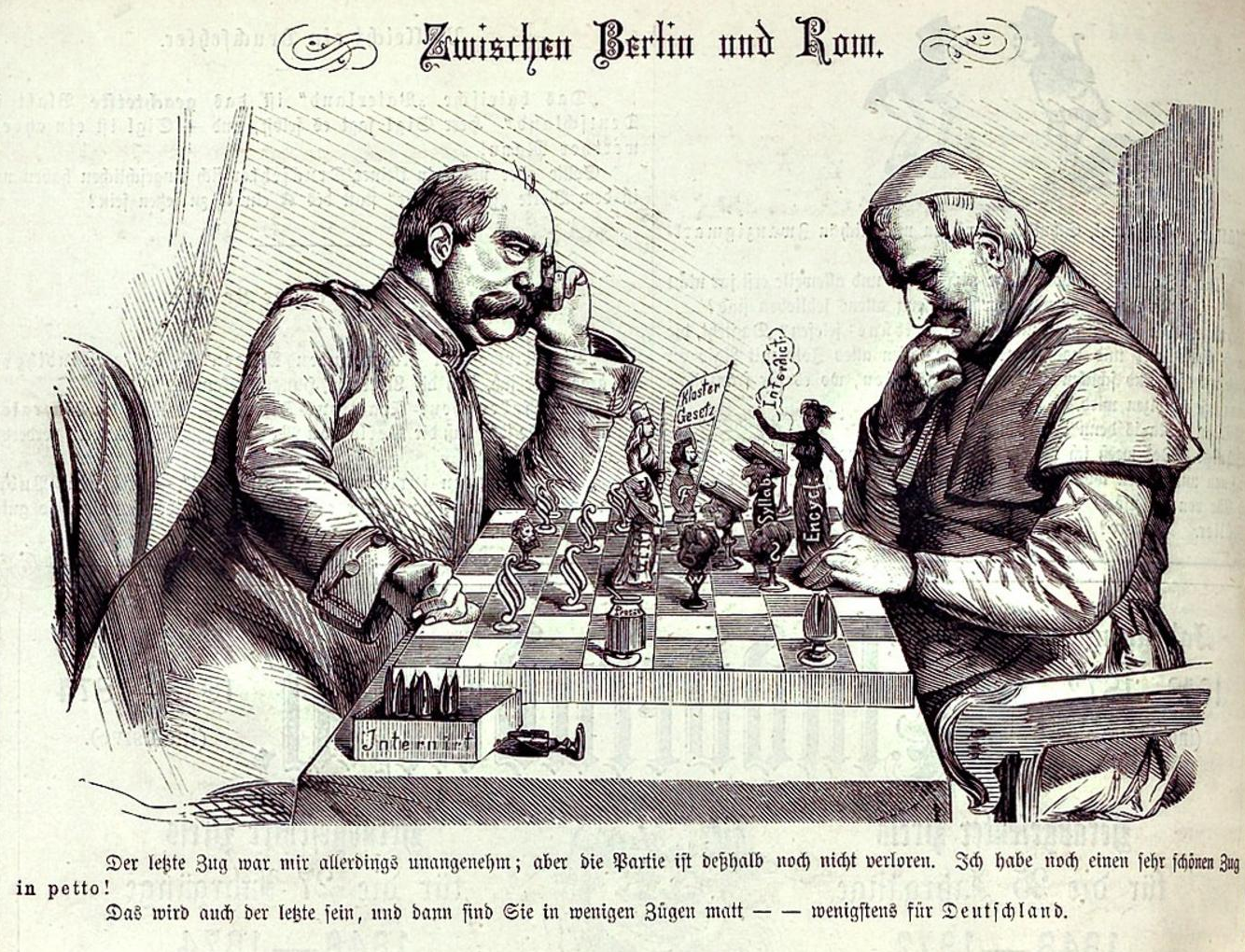
Zwischen Berlin und Rom, Karikatur des Kladderadatsch zum Kulturkampf 1875

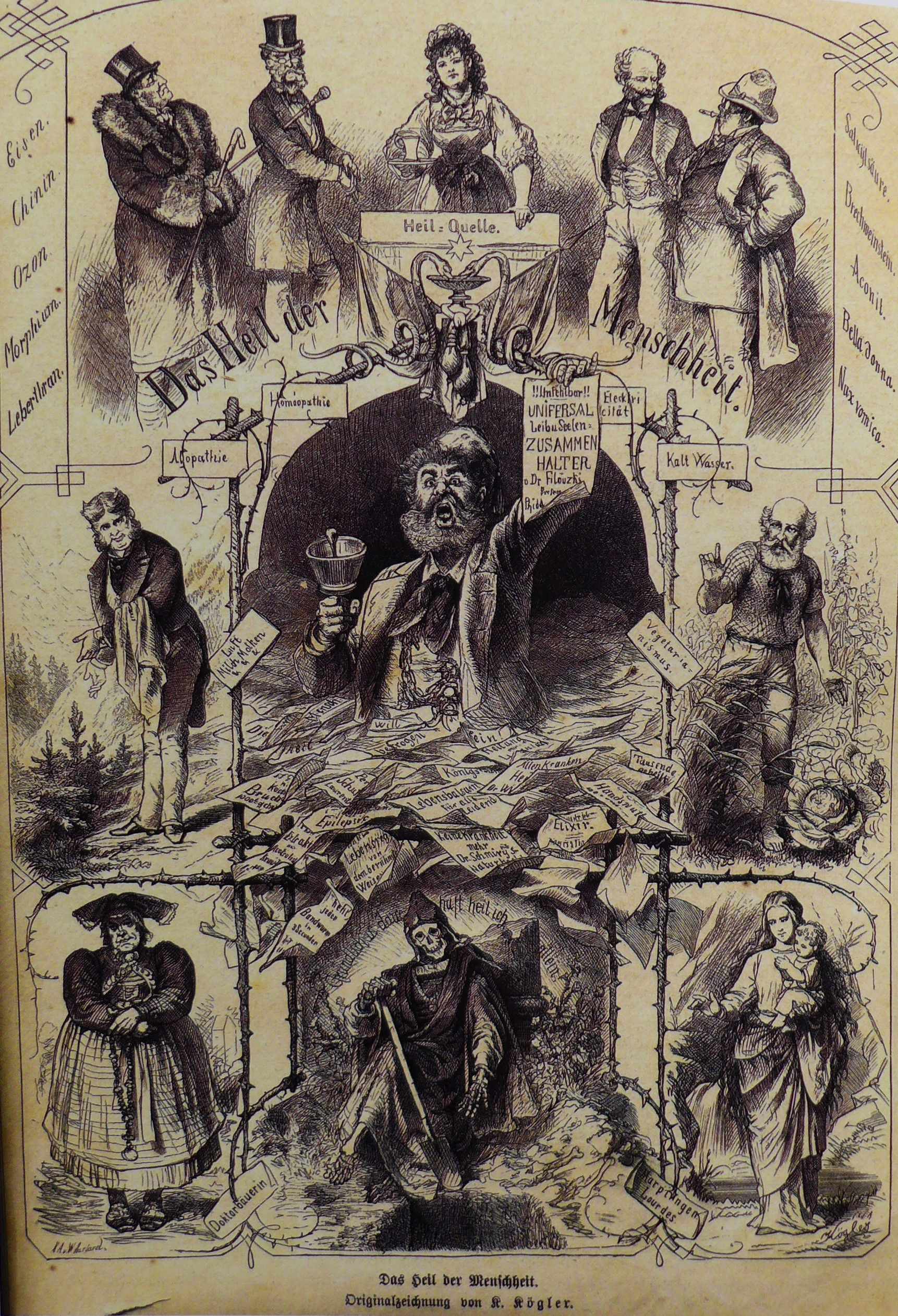
Karikatur von K. Kögler aus der Zeitschrift Gartenlaube mit dem Titel Das Heil der Menschheit, satirische Darstellung, unten rechts wird auf die Marienerscheinungen von Marpingen und Lourdes verwiesen (Stiftung Marpinger Kulturbesitz)

Nach den ersten Berichten über Marienerscheinungen am 3. Juli dauerte es mehrere Tage, bis die Presse auf die Vorkommnisse in Marpingen aufmerksam wurde. Am 15. Juli 1876 gratulierte die Saar- und Mosel-Zeitung der preußischen Regierung zu ihrem entschlossenen Handeln, mit dem die nach Marpingen fahrenden Pilgerströme unterbunden werden sollten, und trug damit wesentlich zum weiträumigen Bekanntwerden der Marpinger Marienerscheinungen bei. Die katholische Presse reagierte dagegen deutlich zögerlicher, verbreitete aber bereits Ende Juli 1876 persönliche Erklärungen und andere Berichte über angebliche Heilungen. Die Reichweite der katholischen Presse war allerdings nicht sehr groß, selbst die Kölnische Volkszeitung, das vermutlich meistgelesene katholische Blatt, hatte in der Mitte der 1870er Jahre nur eine Auflage von 8.600 Exemplaren. Allerdings wurden einschlägige Artikel in anderen katholisch ausgerichteten Blättern wie der Saar-Zeitung nachgedruckt. Traktate über die Erscheinungen und Heilungen, die auch von Hausierern vertrieben wurden, hatten dagegen eine höhere Auflage und trugen entscheidend zur Verbreitung bei.
Ab Herbst 1876 nahmen die Marpinger Marienerscheinungen in der deutschen Presse einen verhältnismäßig breiten Raum ein. Dabei wiederholten sich die Angriffe der liberalen Presse auf die katholische Volksfrömmigkeit, wie sie bereits 1844 während der Wallfahrten zum Heiligen Rock zu beobachten waren.

„Ein Bericht des Pfarrers Schneider zu Alsweiler über die Marienerscheinungen und die neuesten Wunder zu Marpingen schließt mit den Worten: ‚Ja mit Recht kann man sagen, Marpingen wird ein zweites Lourdes.‘ Wir haben dieser Betheuerung nur die Bestätigung hinzuzufügen: es ist bereits ein zweites Lourdes! es ist genau derselbe Schwindel – der Begeisterung wie in Lourdes!“

Die einzelnen Berichte in der Presse bedienten sich dabei einer klischeehaften Darstellung katholischer Volksmassen als „pfaffenhörig“ und intellektuell unterentwickelt. Die überregionale liberale Presse sah in dem Ereignis vor allem eine ultramontane Verschwörung. Unter Rückgriff auf Rudolf Virchows Begriff der psychischen Epidemien und Krafft-Ebings Studien zum „religiösen Wahnsinn“ bezeichneten liberale Blätter wie der Grenzbote die Marpinger Marienerscheinungen als „religiösen Mädchenspuk“, der nur auf die Phantasie und Eitelkeit der Mädchen zurückzuführen sei.

### Folgeerscheinungen und Nachahmungen

Ein neues Marpingen in der Provinz Preußen (1877)

Zehn Tage nach der am 13. Juli 1876 erfolgten Räumung in Marpingen berichtete die Saarbrücker Zeitung von einem „Mährchen“ über eine Kreuz- und Engelerscheinung, das in katholischen lothringischen Dörfern kolportiert werde:

„Als die Soldaten den Platz bei Marpingen gesäubert und die Volksmenge sich zerstreut hatte, sei mitten auf der Stelle, an der angeblich früher die Muttergottes erschienen sein soll, ein großes Kreuz, umgeben von 4 hellstrahlenden großen Kerzen zu sehen gewesen. Als eine Anzahl Soldaten unter Anführung eines Offiziers sich dem Kreuze näherten, um es zu entfernen, hätten sie einen Schlag wie von einer elektrischen Batterie, empfangen und hätten trotz mehrmaligem Versuch von ihrem Vorhaben abstehen müssen. Auch sei nachts über der Wunderstätte ein Engel mit flammendem Schwert erschienen. Das Kreuz aber stehe noch immer, und niemand vermöge, es zu entfernen.“

Im nahegelegenen St. Wendel – so wird Mitte August 1876 gemeldet – seien an mehreren Abenden „gegen 9 und 10 Uhr einzelne Haufen Leute nach Gutsberge [d. i. der Gudesberg an der Straße nach Baltersweiler]“ gezogen, um „himmlische Musik“ zu hören; gleichzeitig seien dort „durch die Luft fliegende Processionen und Leichenbegängnisse“ wahrgenommen worden. Ebenso sei von 30 bis 40 Leuten über einem Steinbruch auf dem Wege nach dem Langenfelderhof [d. i. der Wendelinushof beim Missionshaus St. Wendel] „eine Procession“ gesehen worden, die durch die Luft schwebte.
Die Berichte aus Marpingen über die Marienerscheinungen fanden sehr schnell Nachahmungen. Die ersten wurden im Juli 1876 aus Posen gemeldet, wo Kinder behaupteten, eine Erscheinung auf der Straße von Czekanow nach Lewkow gesehen zu haben. In der Gegend von Koblenz zog im Frühjahr 1877 die angebliche Erscheinung der Muttergottes in einer mit Marpinger Wasser gefüllten Arzneiflasche mehr als 5.000 Pilger an, obwohl der Bürgermeister die Flasche beschlagnahmte und eine Wache vor dem Erscheinungsort, einer Mühle, aufziehen ließ. Die Personen, die in dieses Ereignis involviert waren, wurden später strafrechtlich verfolgt und zu Haftstrafen verurteilt, nachdem man ihnen nachweisen konnte, dass sie von den Pilgern Geld genommen hatten. Im Sommer 1877 berichteten zwei junge Mädchen von den Dietrichswalder Marienerscheinungen im ostpreußischen Ermland, über die sogleich eine Broschüre mit dem bezeichnenden Titel Ein neues Marpingen in der Provinz Preußen erschien.
Anfang 1877 wurden aus dem rund 7 km Luftlinie von Marpingen entfernten Ort Gronig ebenfalls Marienerscheinungen gemeldet. Dort sei die Muttergottes einer 17-Jährigen schon fünf Mal erschienen, worauf „Schaaren von Pilgern“ nunmehr auch nach Gronig zögen. Das Erscheinen einiger Gendarmen habe hier „dem beabsichtigten Volksbetruge“ allerdings sehr bald ein Ende gemacht.
In mindestens zwei Fällen steigerten sich Kinder aus der Umgebung von Marpingen in einen ekstatischen Zustand. So lief im August 1877 nach einer vermeintlichen Erscheinung eine große Gruppe von Kindern von Münchwies nach Marpingen und stürmte dort ins Pfarrhaus, um die Kommunion empfangen zu können. In Berschweiler behaupteten Kinder, sie hätten in Marpingen die Jungfrau Maria gesehen, die ihnen die Weisung gegeben hätte, Seelen aus dem Fegefeuer zu retten. Nach Hause zurückgekommen sollen angeblich elf Mädchen im Alter zwischen neun und siebzehn Jahren vor den Augen zahlreicher Zuschauer in heftigen Krämpfen mit dem Teufel gerungen haben.  In unmittelbarem Bezug zu Marpingen steht auch eine Muttergotteserscheinung im Jahre 1877 in Merzbach. Noch einige Jahre später fühlte sich der Verfasser eines Italienische Marpingerei titulierten Artikels über die Erscheinung der Madonna von Corano (bei Piacenza) „sehr an den Unfug von Marpingen“ erinnert.

### Maßnahmen preußischer Behörden
Die Eskalation der Auseinandersetzungen in Marpingen führt der Historiker David Blackbourn auf das Verhalten einzelner Beamter zurück, die die Marpinger Marienerscheinungen von Beginn an als gezielten Betrug und schweren Landfriedensbruch gewertet hatten. Während bei den Dietrichswalder Marienerscheinungen im Jahre 1877 der zuständige Landrat sehr zurückhaltend reagierte und die Wallfahrten duldete, auch wenn der Erscheinungsort ähnlich wie in Marpingen abgesperrt wurde, reagierten in Marpingen die zuständigen Vertreter der preußischen Behörden mit unverhohlener Verachtung und Feindseligkeit gegenüber der katholischen Bevölkerung. Ihre repressiven Maßnahmen scheiterten letztlich. Dazu trug auch das Verhalten kleiner lokaler katholischer Beamter bei, die im Konflikt zwischen ihrer lokalen Loyalität und ihren Pflichten als preußische Beamte eher bereit waren, disziplinarische Maßnahmen oder gar strafrechtliche Verfolgung in Kauf zu nehmen, denn als Handlanger einer repressiven Staatsmacht zu agieren. Moralische Stütze hatten sie darin in der päpstlichen Enzyklika Quod numquam von 1875, die die preußischen Maigesetze für null und nichtig erklärte und die deutschen Katholiken zum passiven Widerstand aufrief.

#### Einsatz der Armee

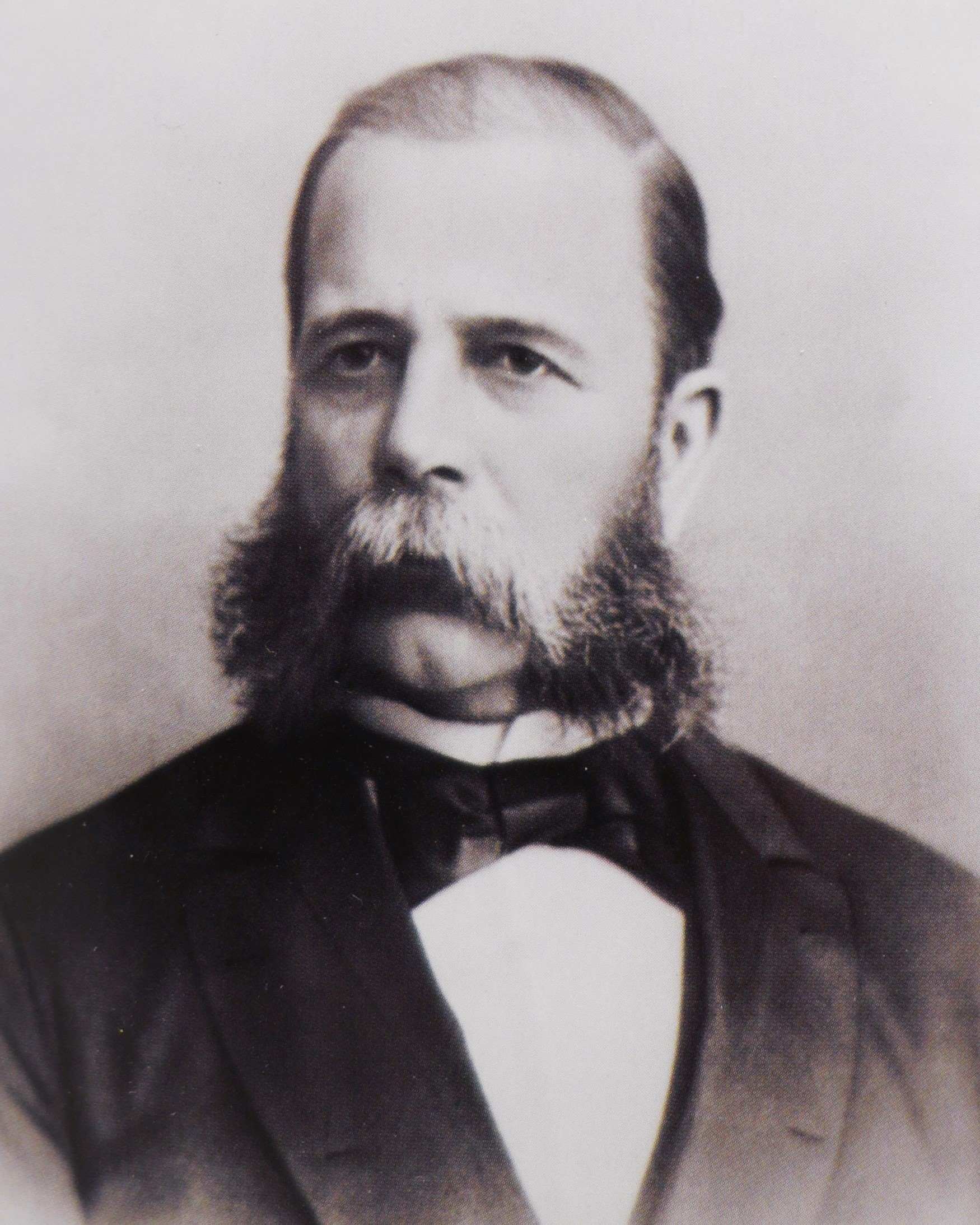
Karl Hermann Rumschöttel (1820–1885), Landrat von St. Wendel von 1856 bis 1885 (Bildarchiv der Kreissparkasse St. Wendel)

Die im Dorf beschäftigten Beamten und der Ortsvorsteher vermieden es zunächst, ihre vorgesetzten Behörden über die Ereignisse in Marpingen zu informieren. Das Landratsamt St. Wendel erfuhr erstmals am 11. Juli, dass tausende Pilger auf dem Weg nach Marpingen seien. Der zuständige Landrat Karl Hermann Rumschöttel befand sich zu diesem Zeitpunkt im Urlaub, sein Vertreter war der Kreissekretär Hugo Besser, der gemeinsam mit dem Alsweiler Bürgermeister Wilhelm Woytt, einem Oberleutnant und zwei Gendarmen am Morgen des 13. Juli erstmals selbst nach Marpingen reiste, um sich dort ein Bild von der Lage zu machen. Besser befahl dort im Namen des Landrats und unter Hinweis auf § 116 des Reichsstrafgesetzbuches der betenden und singenden Menge, sich zu zerstreuen. Nachdem dies keine Wirkung gezeigt hatte, forderte er die Hilfe des Militärs an. Die achtzig Mann starke 8. Kompanie des Rheinischen Infanterie-Regiments Nr. 4 unter Hauptmann Fragstein-Niemsdorff erhielt den Auftrag, das Gelände zu räumen, Ortsfremde auszuweisen und eine Ausgangssperre zu verhängen. Die Kompanie traf gegen acht Uhr abends am Härtelwald ein, wo eine große Zahl Menschen betete und sang. Um wie viele Menschen es sich tatsächlich handelte, ist ebenso strittig wie der detaillierte Ablauf der gewaltsamen Räumung. Der Alsweiler Bürgermeister Wilhelm Woytt schätzte die Zahl der dort Versammelten auf 1.500, der Hauptmann auf 3.000 bis 4.000 Menschen. Nach einem Trommelwirbel forderte der kommandierende Offizier die Menge erneut auf, sich zu zerstreuen. Als dies nicht geschah, gab der Hauptmann den Befehl zum Aufpflanzen der Bajonette und befahl zwei Kompaniezügen, gegen die Menge vorzugehen. Dabei wurden sechzig Zivilisten durch Schläge mit Gewehrkolben und in einigen wenigen Fällen durch Bajonettstöße verletzt. Bei der späteren Gerichtsverhandlung sagten sowohl Hauptmann Fragstein-Niemsdorff als auch ein weiterer Offizier unter Eid aus, dass es keinen direkten Widerstand der betenden Menge gegen die Räumung gegeben hätte. Zu blutigen Zwischenfällen kam es erst in den späten Abendstunden, als etwa dreißig Männer am Rand des Waldes die Soldaten verhöhnten und beschimpften. Ein auf Streife befindlicher Feldwebel wurde angegriffen, der Feldwebel gab daraufhin mehrere Schüsse auf die fliehenden Männer ab, wobei einer am Arm getroffen wurde.
Die anschließende Einquartierung der Soldaten im Dorf und die Requirierung von Lebensmitteln und Futter für die Pferde des Regiments verlief in ähnlicher Weise. Als der Marpinger Ortsvorsteher Jakob Geßner den Hauptmann darauf hinwies, dass das Dorf nicht über den verlangten Hafer verfüge, packte der Hauptmann den Ortsvorsteher am Kragen und würgte ihn. Für den Mariologen Scheeben war das der Anlass, in einem Artikel in der Kölnischen Volkszeitung zu beklagen, die Armee hätte sich in Marpingen aufgeführt, als befände sie sich in Feindesland. Erst am 28. Juli wurde die Kompanie auf Befehl der Obersten Heeresleitung für die Rheinprovinz wieder abgezogen. Zur Kontrolle des Dorfes wurden statt ihrer in Marpingen zusätzliche Gendarmen stationiert. Diese Gendarmen unterstanden dem Kriegsministerium und waren in ihrer täglichen Arbeit an die Weisungen des Oberpräsidenten beziehungsweise seiner örtlichen Vertreter, nämlich des Regierungspräsidenten und der Landräte, gebunden.

#### Strafrechtliche Untersuchung
Am 14. Juli traf Regierungspräsident Wolff aus Trier in Marpingen ein, der gemeinsam mit Hugo Besser und dem Kreisphysikus Brauneck mit den Voruntersuchungen des Falls begann. Nach einem ersten Gespräch mit Pfarrer Neureuter verhörte er die drei visionären Kinder sowie zwei Personen, die behaupteten, geheilt worden zu sein. Der Regierungspräsident, der sehr schnell zu der Überzeugung kam, dass „die Anstifter des Wunders nur darauf ausgingen, die leichtgläubige Bevölkerung zu betrügen“, verfolgte im Wesentlichen die strafrechtliche Verfolgung der von ihm vermuteten Anstifter und die Verhinderung des Zugangs zum Härtelwald, um der Massenbewegung ihre Dynamik zu nehmen. Die strafrechtliche Untersuchung begann am 16. Juli unter Leitung von Untersuchungsrichter Ernst Remelé und Oberprokurator Pattberg aus Saarbrücken. Verhört wurden hunderte von Zeugen, darunter die Eltern der drei Seherinnen, Pfarrer Neureuter und die erwachsenen Visionäre. Die drei Mädchen, die als erstes von der Erscheinung berichtet hatten, wurden besonders strengen Verhören unterworfen. Margaretha Kunz behauptete später, sie wäre insgesamt achtundzwanzigmal verhört worden. Die Protokolle der Verhöre und der ergänzenden Unterlagen sind im Zweiten Weltkrieg verloren gegangen. Erhalten geblieben ist eine 500-seitige Zusammenfassung durch den Untersuchungsrichter Emil Kleber, die nach Ansicht von Blackbourn darauf schließen lasse, dass sich das ursprünglich von Ernst Remelé und seinen Kollegen zusammengetragene Material auf 3.500 Seiten erstreckte.
Die Verhöre zielten darauf ab, die „Mechanik des Betruges“ zu entdecken, und kreisten um die Fragen, wer den Kindern Geld angeboten habe, wer die Rolle der Jungfrau Maria im Wald gespielt haben könne und wer dazu beigetragen habe, die Visionen publik zu machen. Am 16. Juli wurden die Elternhäuser der jungen Seherinnen durchsucht, um Hinweise auf finanzielle Vorteile durch die Erscheinungen zu finden. Durch Gegenüberstellungen aller Marpinger Frauen zwischen 25 und 50 Jahren und zahlreiche Einzelbefragungen versuchten die Untersuchungsrichter die Frau zu ermitteln, die im Härtelwald das Kreuz am Erscheinungsort aufgestellt habe. Auch disziplinarische Maßnahmen wurden eingeleitet: Pfarrer Neureuter wurde seines Amtes als Schulinspektor enthoben, die Marpinger Lehrerin André wurde im August 1876 gegen ihren Willen nach Tholey versetzt. Als im September 1876 noch immer keine verwendbaren Ergebnisse der Voruntersuchungen vorlagen, beauftragte der preußische Innenminister Friedrich zu Eulenburg den Berliner Kriminalbeamten Leopold von Meerscheidt-Hüllessem, in Marpingen verdeckt zu ermitteln, um den „Schwindel von Marpingen“ aufzudecken. Er wurde mit Papieren ausgestattet, die es ihm erlaubten, vor Ort als irischer Reporter des New York Herald aufzutreten. In Marpingen versuchte er unter anderem durch Hetztiraden auf die preußische Polizei die Marpinger Bevölkerung davon zu überzeugen, dass er auf ihrer Seite stünde. Er wurde daraufhin von Gendarmen festgenommen, und erst durch seine Verhaftung erfuhr der Oberprokurator Pattberg von seiner Anwesenheit. Der Beamte erregte mit einem übertriebenen Verhalten früh Misstrauen unter den Marpinger Einwohnern, seine dubiosen Untersuchungsergebnisse überzeugten auch die örtlichen Justizbehörden nicht, sie leiteten aber eine neue Phase eines staatlichen Vorgehens gegen die vermeintlichen Rädelsführer der Marpinger Marienerscheinungen ein. Die Büroräume der katholischen Zeitung Germania wurden durchsucht und dabei 27 Dokumente beschlagnahmt, die sich auf die Marpinger Berichte bezogen. Kurz danach kam es zum Teil zu mehrmaligen Hausdurchsuchungen bei den Pfarrern von Marpingen, Alsweiler, Heusweiler und Urexweiler sowie mehreren Marpinger Bürgern. Der Marpinger Volksschullehrer Nikolaus Bungert, der seit 36 Jahren in Marpingen unterrichtete, wurde beamtenrechtlich zurückgestuft und zum 1. November versetzt. Pfarrer Jakob Neureuter wurde am 27. Oktober 1876 verhaftet und nach Saarbrücken gebracht. Dem folgte am 30. Oktober die Verhaftung des Alsweiler Kaplans Schneider und am 31. Oktober die Verhaftung des Gemeindeförsters Karl Altmeyer, des Marpinger Feldhüters Jakob Langendörfer, der vier Marpinger Männer, die behauptet hatten, die Jungfrau gesehen zu haben, und Angela Kles’. Letztere verdächtigte man, das Kreuz im Härtelwald mit Blumen geschmückt und unter den Pilgern Geld eingesammelt zu haben. Edmund Prinz von Radziwill, zu dem Zeitpunkt Vikar in Ostrów Wielkopolski und einer der Marpinger Pilger, wurde wegen Beleidigung des Bürgermeisters Woytt zu 20 Mark Geldstrafe verurteilt. Pfarrer Eich, der während einer der Hausdurchsuchungen die Beschlagnahmung eines Notizbuches als „einfältig“ bezeichnete, erhielt wegen Beleidigung eine Geldstrafe von 30 Goldmark. Zahlreiche Geistliche, die ihre Gemeindemitglieder auf der Wallfahrt nach Marpingen begleiteten, wurden wegen illegaler gottesdienstlicher Betätigung angezeigt.

#### Gerichtliche Verfahren
Am 6. November hatten die drei achtjährigen Mädchen vor dem Vormundschaftsgericht St. Wendel zu erscheinen. Der Friedensrichter befand sie für schuldig, die öffentliche Ordnung bedroht, groben Unfug getrieben und sich oder einem Dritten einen rechtswidrigen Vermögensvorteil verschafft zu haben. Als Minderjährige waren die drei Mädchen strafrechtlich nicht zu belangen, der Richter fand es jedoch für zulässig, die drei Mädchen in eine Besserungsanstalt zu schicken. Dies fand nicht sofort statt, sondern erfolgte drei Tage später, am 9. November 1876. Den Eltern wurde dabei zunächst vorgetäuscht, die Kinder sollten lediglich in Marpingen erneut verhört werden. Erst als die Kinder in der Gewalt der Gendarmerie waren, erfuhren die Eltern, dass die Kinder nach Saarbrücken gebracht werden sollten. Drei Elternteile folgten den Kindern bis nach Saarbrücken, wobei die Behörden jeglichen Kontakt zwischen Kindern und Eltern unterbanden. Die Mädchen wurden in das protestantische Prinz-Wilhelm- und Mariannen-Institut eingeliefert, wovon die Eltern nur unter der Hand von einem Gerichtsdiener erfuhren. Nach dem vergeblichen Versuch der Eltern, in Saarbrücken einen Rechtsanwalt zu finden, der sie vertreten würde, reisten die Eltern am nächsten Tag wieder nach Marpingen zurück. Die Mädchen wurden fünf Wochen in Saarbrücken festgehalten, wobei den Eltern jeglicher Zutritt zu ihren Kindern verwehrt blieb.
Das Urteil des Vormundschaftsgerichts St. Wendel wurde von einer Reihe von Juristen als zweifelhaft eingestuft. Das willkürliche Vorgehen bei der Vollstreckung des Urteils erwies sich im juristischen und politischen Nachspiel der Marpinger Marienerscheinungen als einer der wesentlichen Angriffspunkte gegen die preußischen Behörden.

#### Die Sperrung des Härtelwaldes
Der Härtelwald und angrenzende Waldstücke wurde von den preußischen Behörden weiträumig abgesperrt, um weitere Wallfahrten und Prozessionen zu unterbinden. Nach dem Abzug der Infanteriekompanie waren zunächst Gendarme für die Absperrung zuständig. Ab Februar 1877 wurden diese durch eine Kompanie des Rheinischen Jäger-Bataillons Nr. 8 verstärkt.
Das Betretungsverbot des Härtelwaldes und der angrenzenden Waldstücke wurde rigide umgesetzt. Jeder, der auch nur geringfügig von den erlaubten Wegen abwich, wurde wegen Waldfrevels vorgeladen. Vereinzelt scheint es dabei auch zu Vorfällen gekommen zu sein, bei denen Gesetzesverstöße sowohl durch die Gendarmerie als auch Angehörige des Jäger-Bataillons provoziert wurden. Einzelne Bergleute wurden vorgeladen, weil sie auf dem Weg von oder zu ihren Arbeitsplätzen in den saarländischen Zechen Abkürzungen durch den Wald genommen hatten. Marpinger Bauern, die den Wald durchqueren mussten, um auf ihren eigenen Grund und Boden zu gelangen, wurden mit Geldstrafen belegt. Auch das Sammeln von Laubstreu und Viehfutter im Wald, auf das Bauern im Spätfrühjahr zurückgriffen, wenn die eingelagerten Vorräte knapp wurden, wurde zum Teil mit hohen Geldstrafen geahndet. Zu wie vielen Vorladungen es insgesamt kam, lässt sich nicht mehr rekonstruieren, allein zwischen dem 6. August und dem 2. September 1877 kam es zu insgesamt 86 Anzeigen.

### Gegenwehr

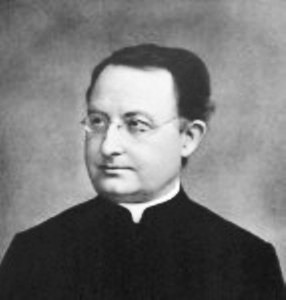
Friedrich Dasbach, Publizist und Abgeordneter der Zentrumspartei

Die Sperrung des Härtelwaldes löste die ersten rechtlichen Schritte der Bevölkerung gegen den Militäreinsatz und die daraus resultierenden Übergriffe aus. Da in Marpingen eine bürgerliche Schicht völlig fehlte, waren es neben Pfarrer Neureuter der Mindener Kaplan Felix Dicke, der Müller Johann Thomé, der Kirchenrechner Fuchs und der katholische Gelehrte Nikolaus Thoemes, die vor Ort Aussagen der Dorfbewohner sammelten, um eine Beschwerde an die Verwaltung in Trier zu richten. Diese wurde vom Regierungspräsidenten abgewiesen, fast zeitgleich erließ der Regierungspräsident eine Bekanntmachung, wonach die Kosten für die Einquartierung der Armee in Marpingen in Höhe von 4.000 Goldmark über eine lokale Steuererhöhung durch das Dorf zu tragen seien. Die drohende Steuer löste eine Reihe weiterer Beschwerden aus. Das Material, das zusammengetragen worden war, nutzten sowohl Scheeben und Thoemes, um in Artikeln, die in verschiedenen katholischen Zeitungen veröffentlicht wurden, die Zwangsmaßnahmen des Staates an die Öffentlichkeit zu bringen. Die Berichterstattung verschärfte sich, als die Verhaftungen zunahmen und schließlich die drei minderjährigen Visionärinnen in die Saarbrücker Besserungsanstalt eingeliefert wurden. Mittelpunkt der Berichterstattung waren nicht mehr die Marienerscheinungen, die von zahlreichen katholischen Geistlichen und Laien sowieso angezweifelt wurden, sondern die Maßnahmen seitens des preußischen Staates.
Die Marpinger fanden verhältnismäßig wenig Unterstützung bei der Parteiführung der Zentrumspartei, dazu kann die angegriffene Gesundheit von Ludwig Windthorst in dieser Zeit beigetragen haben. Es waren eher Außenseiter der Zentrumspartei wie Edmund Prinz von Radziwill und die Publizisten Friedrich Dasbach und Paul Majunke, die sich für die Marpinger einsetzten. Edmund Prinz von Radziwill reichte unter anderem Beschwerde beim Justizministerium in Berlin ein, um gegen die Einsperrung der Kinder zu protestieren.

## Einlenken des Staates

### Die ersten Gerichtsurteile
Bereits im November 1876 brachen die strafrechtlichen Vorwürfe der Regierung in sich zusammen. Am 17. November mussten die vier erwachsenen Visionäre aus der Untersuchungshaft entlassen werden. Am 19. November verwarf das Landgericht Saarbrücken die Entscheidung des Vormundschaftsgerichts St. Wendel, die Kinder in das Prinz-Wilhelm- und Mariannen-Institut einzuweisen. Da die Regierung unverzüglich erklärte, Revision einlegen zu wollen, wurde die Entlassung der Mädchen weitere zwölf Tage aufgeschoben. Am 30. Januar bestätigte das Obertribunal Berlin die Entscheidung des Landgerichts und verwarf das Revisionsbegehren des Staates. Am 1. Dezember 1876 wurden Kaplan Schneider und Pfarrer Jakob Neureuter aus der Haft entlassen. Am 20. Dezember wurden dann auch der Gemeindeförster Karl Altmeyer, Feldhüter Jakob Langendorf und Angela Kles freigelassen.
Bei den Verhandlungen vor dem Friedensgericht Tholey und St. Wendel wurden zahlreiche Pilger und im Härtelwald festgenommene Personen entweder freigesprochen oder zu niedrigen Geldstrafen verurteilt. Einen noch größeren Gesichtsverlust bedeutete es für den preußischen Staat, als der wegen Verleumdung der preußischen Armee angeklagte Matthias Scheeben am 14. April 1877 freigesprochen wurde. Basis der Anklage war Scheebens Artikel, in dem er zum Ausdruck gebracht hatte, die Armee habe sich in Marpingen wie in Feindesland verhalten. Die Zuchtpolizeikammer in Köln kam zu dem Ergebnis, Scheebens Behauptungen hätten im Wesentlichen der Wahrheit entsprochen und stellte darüber hinaus fest, dass sich Hauptmann Fragstein-Niemsdorff und seine Offiziere schwer kompromittiert hätten. Die zuständige Appellationskammer des Kölner Landgerichts bestätigte knapp einen Monat später das Urteil. Dagegen wurde der Alsweiler Bürgermeister Wilhelm Woytt am 7. Juli 1877 für schuldig befunden, eine Marpinger Dorfbewohnerin misshandelt zu haben, die bei ihm um die Erlaubnis zum Betreten des Härtelwaldes nachgesucht hatte.

### Der Fall Marpingen vor dem preußischen Landtag

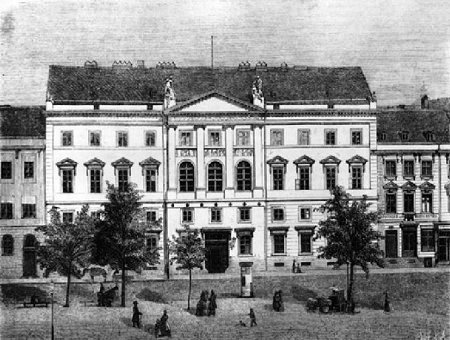
Palais Hardenberg in Berlin, ehemals Sitz des preußischen Abgeordnetenhauses bis 1899, Holzschnitt aus „Die Gartenlaube“, 1868, Nr. 20, S. 309

Trotz der eindeutigen Gerichtsurteile weigerten sich die zuständigen Verwaltungsbehörden bis hin zur Provinzregierung in Koblenz, die verhängten Anordnungen zurückzunehmen. Der Zentrumspolitiker Julius Bachem brachte deswegen gemeinsam mit drei weiteren Mitgliedern des Zentrums einen von 77 Fraktionsmitgliedern unterzeichneten Antrag im preußischen Abgeordnetenhaus ein, der die Regierung aufforderte, die Angelegenheit zu prüfen. Verlangt wurde unter anderem die Erstattung der über Marpingen verhängten Steuer von 4000 Mark, die Aufhebung des Zutrittsverbots für den Härtelwald sowie disziplinarische Maßnahmen gegen die Beamten, die unvorschriftsmäßig und gesetzwidrig gehandelt hatten. Am 16. Januar fand im Abgeordnetenhaus eine fast fünfstündige Debatte über die Marpinger Ereignisse statt.

### Der letzte Prozess
Der letzte Prozess in Zusammenhang mit den Marienerscheinungen begann im März 1879. 19 Personen wurden vor der Zuchtpolizeikammer Saarbrücken angeklagt: Die noch lebenden Elternteile der drei Mädchen, Susanna Leists Schwester Margaretha, die Geistlichen Neureuter, Eich, Schneider, Schwaab und Dicke, der Publizist Thoemes aus Baden, sechs erwachsene Männer, die behaupteten, die Erscheinung gesehen zu haben, die Lehrerin André und der Förster Altmeyer. Die Anklagen auf Aufruhr oder Landesfriedensbruch waren nach mehr als zwei Jahren Ermittlung fallengelassen worden. 17 Personen waren wegen Betruges, Versuchs des Betruges und Beihilfe zum Betrug angeklagt. Pfarrer Eich und dem Gemeindeförster Altmeyer wurde vorgeworfen, gegen die öffentliche Ordnung verstoßen zu haben. Verteidigt wurden die Angeklagten vom Rechtsanwalt Simons vom Zuchtpolizeigericht Saarbrücken sowie von Julius Bachem, der bereits in mehreren Gerichtsprozessen des Kulturkampfes als Verteidiger fungiert hatte. Der Staat bot im Verlauf der zweiwöchigen Verhandlung nicht weniger als 170 Zeugen auf, während sich die Verteidigung auf 26 beschränkte. Trotz der Fülle des Materials gelang es der Anklage nicht, einen überzeugenden Fall zu konstruieren. Viele der von der Anklage geladenen Zeugen weigerten sich, belastende Aussagen zu machen, und konnten oder wollten sich nicht mehr an Details erinnern. Das Gericht verwarnte zahlreiche Zeugen und ließ eine Witwe aus Marpingen noch im Gerichtssaal wegen Verdachts auf Meineid verhaften, was sie mit den Worten kommentierte: „Das ist der Weg für mich zum Himmel“.
Zweifellos hatten Marpinger Einwohner von den Pilgern materiell profitiert. Auch die Eltern der drei Seherinnen hatten für die Beherbergung von Gästen Geld genommen. Mit keiner Zeugenaussage konnte aber belegt werden, dass Geldgier das Motiv gewesen sei oder Medaillen oder ähnliches bereits vor den Erscheinungsberichten bestellt worden waren. Bei der Befragung des Berliner Kriminalbeamten durch die Verteidigung, gelang es weitgehend, diesen zu diskreditieren. Zur Sprache kamen unter anderem sein erster Bericht über Marpingen, in dem Leopold von Meerscheidt-Hüllessem die Marpinger Bürger als „franzosenfreundlich“ bezeichnete, seine Empfehlungen, zwei der minderjährigen Seherinnen in eine Irrenanstalt einzuliefern, und sein Drängen, Pfarrer Neureuter verhaften zu lassen. Zur Sprache kam auch, dass der Beamte Margaretha Kunz, einer der drei minderjährigen Seherinnen, fünf Mark angeboten hatte. Hüllessem wollte sich erst nach Verlesen der entsprechenden Stelle einer früheren Aussage an diesen Vorfall erinnern und ließ die Frage der Verteidigung, ob Margaretha Kunz das Geld tatsächlich angenommen oder ihm nicht vielmehr das Geld vor die Füße geworfen habe, unbeantwortet. Dies wurde auch nicht mehr durch ein weiteres Kreuzverhör aufgeklärt. Die zwei Bedürftigen, an die damals die fünf Mark weitergeschenkt worden waren, mussten nicht in den Zeugenstand, weil das Gericht der Argumentation der Verteidigung folgte. Der Vorsitzende Richter referierte stattdessen zwei beim Gericht eingegangene Briefe des Berliner Detektivs, in denen dieser mehrere Punkte früherer Aussagen korrigierte. Darin hielt Meerscheidt-Hüllessem auch fest, dass sein Schluss, Margaretha Kunz habe die fünf Mark genommen, „so wohl doch nicht richtig“ sei.
In seinem Schlussplädoyer forderte Oberprokurator Pattberg Haftstrafen zwischen einem und drei Jahren für Magdalena Kunz, Mutter einer der Seherinnen, für Pfarrer Neureuter, für Kaplan Dicke, Dr. Thoemes und vier der erwachsenen Visionäre. Der Oberprokurator begründete dies damit, dass diese Personen die Visionärinnen noch nach ihrem Widerruf aus Motiven der persönlichen Bereicherung und materieller Vorteile für die Pfarrkirche in ihren Lügen ermutigt hätten. Die Verteidigung dagegen beantragte Freispruch für alle. Das Gericht vertagte sich für drei Wochen, am 5. April 1879 verkündeten die Richter den Freispruch aller Beschuldigten.
Die katholische Presse feierte die Freisprüche und hinterfragte, ob nicht schon die Voruntersuchungen eindeutig gezeigt hätten, dass es an faktischen Beweisen für den Betrugsvorwurf gefehlt habe. Ein kritischer Kommentator schätzte die Kosten für Voruntersuchung und Prozess auf mehr als 100.000 Mark. Am 9. April 1879 wurden fast alle in Marpingen stationierten Gendarme abgezogen, die letzten beiden wurden im November an einen anderen Einsatzort versetzt. Im Mai 1879 wurde der Gemeindeförster Altmeyer, der vom Dienst suspendiert worden war, unter voller Erstattung seiner Bezüge wieder in sein Amt eingesetzt. 1880 vermeldete das Militär-Wochenblatt, dass mehrere Offiziere des 4. Rheinischen Infanterieregimentes in Saarlouis, zu dem die 1876 in Marpingen stationierte Kompanie gehörte, am 2. März 1880 mit Pension zur Disposition gestellt wurden. Dazu zählten neben dem Oberst Wilhelm von Schon, dem Kommandanten des 4. Rheinischen Infanterieregiments, auch Hauptmann Fragstein-Niemsdorff.

## Die Reaktion der römisch-katholischen Kirche

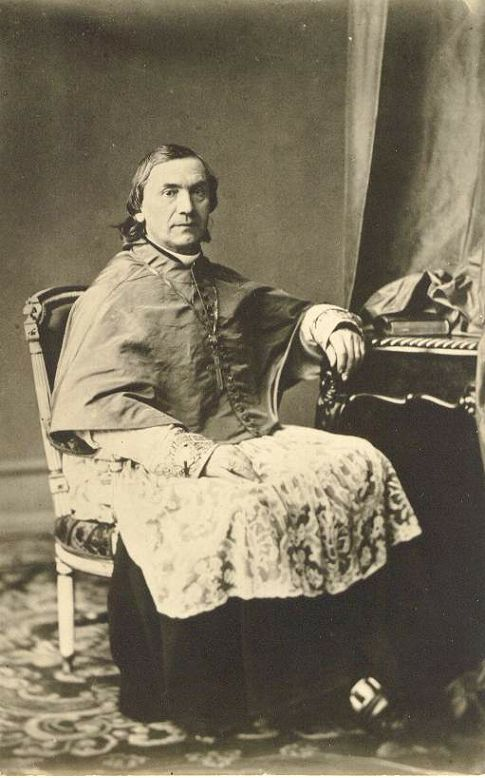
Bischof Johann Theodor Laurent

Das Konzil von Trient hatte bereits im 16. Jahrhundert festgelegt, dass einer Privatoffenbarung eine kanonische Untersuchung zu folgen habe. Im Falle der Marpinger Marienerscheinungen verzögerte sich die Einleitung einer solchen Untersuchung, weil infolge des Kulturkampfes die Führung der Diözese in den Untergrund getrieben worden war. In Ermangelung eines Bischofs oder eines Generalvikars wurde die Diözese durch drei apostolische Geheimdelegate geleitet, deren Kraft aber von den durch den Kulturkampf aufgeworfenen Problemen weitgehend gebunden war. Ein positives Urteil der Kirche über die Marpinger Marienerscheinung hätte in den 1870er Jahren die politischen Spannungen zwischen der Diözese und der Regierung der Rheinprovinz verschärft.
Die drei Mädchen wurden im Mai 1878 in das Kloster der Schwestern vom armen Kinde Jesus im luxemburgischen Echternach aufgenommen. Diese 1844 von Clara Fey gegründete Kongregation widmete sich vor allem der Betreuung weiblicher Jugendlicher. Johannes Theodor Laurent, der geistliche Leiter des Ordens und Titularbischof von Chersones, war ein angesehener Mariologe. Laurent, der im Mutterhaus der Schwestern im niederländischen Simpelveld lebte, konnte keine kanonische Untersuchung durchführen, weil ihm nicht alle Unterlagen vorlagen. Er befasste sich stattdessen allein mit einer 49-seitigen Aussage der Mädchen, die im November 1878 durch eine von Pfarrer Neureuter beauftragte Ordensfrau protokolliert worden war, und untersuchte diese auf ihre innere Schlüssigkeit.
Laurent kam in seiner im Mai 1880 verfassten Stellungnahme zu dem Schluss, dass die von den Kindern beschriebenen Erscheinungen der Mutter Gottes unwürdig seien. Dazu zählte das „gespensterartige Nachziehen“ hinter den Kindern her, ihr Erscheinen in Küchen und Scheunen, nachdem der Härtelwald gesperrt worden war, und der häufige Wechsel der Art ihres Gewandes. In den Worten, die die Erscheinung benutzt haben sollte, sah er lediglich eine Nachäffung der Marienerscheinungen von Lourdes, einige der Unterhaltungen nannte Laurent „unanständig und unverständig“, und andere drehten sich seiner Ansicht nach um Nichtigkeiten. Laurent vermisste bei den Mädchen auch eine Ergriffenheit und Durchdrungenheit von ihrem Erlebnis. Die berichteten Heilungen waren aus seiner Sicht nicht angemessen untersucht worden, und die vermeintlichen Heilmethoden, wie beispielsweise das von den Kindern angeleitete Berühren des Fußes der Erscheinung, fand er fragwürdig. Deutlicher wurde Johannes Theodor Laurent in Bezug auf Aspekte der Erscheinungen, die auf Episoden der Evangelien anspielten:

„Wen dies frevelhafte Spielen mit den höchsten Geheimnissen der Religion nicht überzeugt, daß die ganze Erscheinung mit allem was daran hängt, nichts als eine höllische Gaukelei war, der muß um alles Christliche Gefühl und Verständnis gekommen sein.“

Der zentrale Ansatzpunkt für das vernichtende Urteil Laurents war das von den Mädchen berichtete Erscheinen des Teufels in Begleitung der Muttergottes, das bereits allen Geistlichen, die sich für die Marpinger Erscheinungen interessiert hatten, Kopfzerbrechen bereitet hatte. Für Laurent war es das Indiz für den „diabolischen Charakter und Ursprung“ der Erscheinungen.
„Marpingen scheiterte“, so Klaus Schreiner 2003 zusammenfassend über Laurent und sein Gutachten, „an der theologischen Vernunft eines Theologen, dessen Mariologie sich durch ein bemerkenswert hohes Reflexionsniveau auszeichnete. Ein zweites Lourdes war aus Marpingen nicht zu machen.“
Zum Zeitpunkt der Stellungnahme Bischof Laurents hatte Trier keinen Diözesanbischof, der eine vollständige Aufarbeitung der Ereignisse veranlassen konnte oder die Katholiken seiner Diözese über einen Hirtenbrief auf die Zweifelhaftigkeit derselben hätte hinweisen können. In Trier entschied man sich, die Stellungnahme Laurents unter Verschluss zu halten. Das änderte sich auch nicht, als im September 1881 Michael Felix Korum zum neuen Bischof von Trier ernannt wurde.

## Die drei Seherinnen

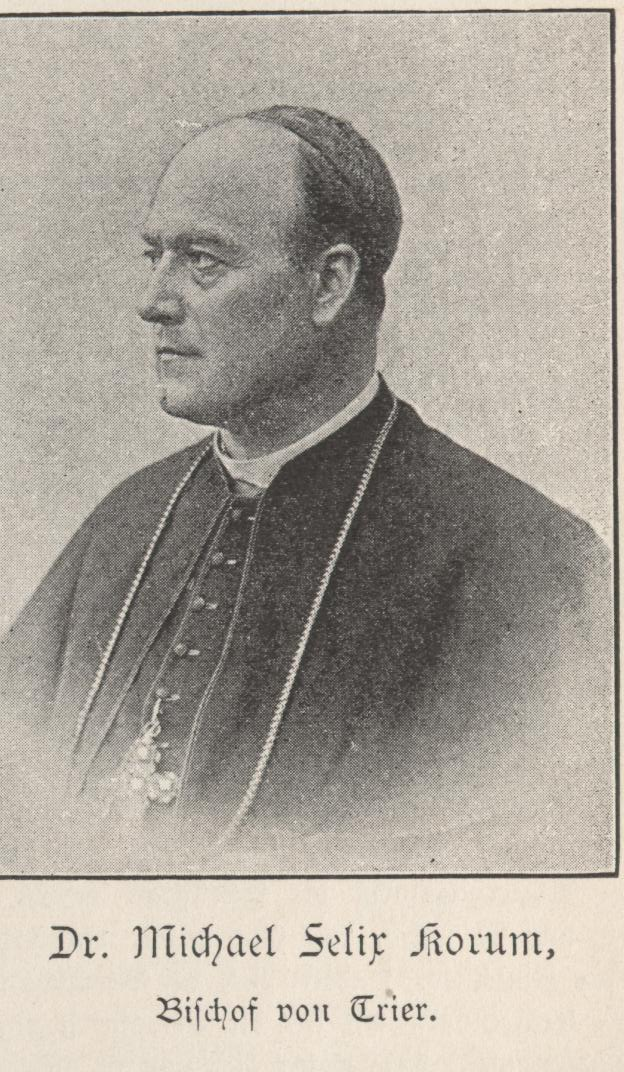
Bischof Michael Felix Korum, Trier

Keine der drei ursprünglichen Seherinnen erreichte ein hohes Lebensalter. Susanna Leist, die noch während ihres Krankenhausaufenthaltes erkrankte, wurde nach Marpingen zurückgebracht und starb dort im Jahre 1882 im Alter von 14 Jahren. Katharina Hubertus, die bei der Einkleidung den Namen Hugolina bekam, blieb bei den Schwestern vom armen Kinde Jesus, wechselte aber in das Mutterhaus. Dort lebte auch ihre ältere Schwester, die den Ordensnamen Irenäa erhalten hatte. Sr. Hugolina legte die Ordensgelübde im Juni 1897 ab und starb am 24. Dezember 1904 in Aachen.
Margaretha Kunz, das jüngste der drei Mädchen, lebte bis 1885 im Kloster in Echternach. Sie verließ es, um Hausmädchen bei einem Pfarrer in Münster zu werden, wo eine ihrer älteren Schwestern als Novizin bei den Clemensschwestern lebte. In Münster gestand Margaretha Kunz erstmals bei der Osterbeichte 1887 gegenüber einem Priester, dass sie über die Erscheinung gelogen habe. Nachdem sie sich einige Monate später auch der Haushälterin des Pfarrers, für den sie arbeitete, anvertraute, erfuhr Pfarrer Neureuter von ihrem Geständnis. Auf seinen Wunsch hin ging Margaretha Kunz im Februar 1888 in das Kloster St. Joseph in Thorn (heute Toruń), wo sie unter dem Namen Maria Althof als Dienstmädchen arbeitete. Dort verfasste sie im Januar 1889 ein umfassendes handschriftliches Geständnis, das mit den Worten beginnt:

„Ich bin eines der drei Kinder, die vor beinahe dreizehn Jahren in Marpingen das Gerücht ausstreuten die Muttergottes gesehen zu haben und muß leider das tief demütigende Geständnis machen, dass alles ohne Ausnahme eine einzige große Lüge war“

Das Geständnis, in dem Margaretha Kunz auch von ihrer Beichte in Münster berichtet, wurde von einer der Schwestern des Klosters bestätigt und an Bischof Korum in Trier weitergeleitet. Margaretha Kunz trat nach ihrem Geständnis in das Noviziat der Klarissen ein und erhielt zur Einkleidung den Namen Maria Stanislaus. Gesichert ist, dass Bischof Korum Margaretha Kunz und Katharina Hubertus nach Trier kommen ließ. Eine weitere Untersuchung fand offenbar nicht statt. Lediglich in späteren Niederschriften gibt es Hinweise auf ein 1905 geführtes Gespräch zwischen Bischof Korum und Pfarrer Neureuters Nachfolger, in dem Korum den Pfarrer informierte, dass beide Ordensschwestern mittlerweile zu dem Schluss gekommen seien, damals einer Täuschung erlegen zu sein. Über den weiteren Lebensweg von Margaretha Kunz sind nur Bruchstücke bekannt, die aber darauf hinweisen, dass sie das ihr auferlegte Stillschweigen über die Erscheinungen nicht einhielt und gegenüber anderen Schwestern ihren Glauben an deren Echtheit bekräftigte. Gesichert ist, dass sie aus dem Klarissenkloster wieder austrat. Sie fand Aufnahme bei den Schwestern von der göttlichen Vorsehung, dem sie als Sr. Olympia 15 Jahre lang angehörte. Sie starb im September 1905 in deren Niederlassung im niederländischen Steyl.

## Die Gebetsstätte Marpingen

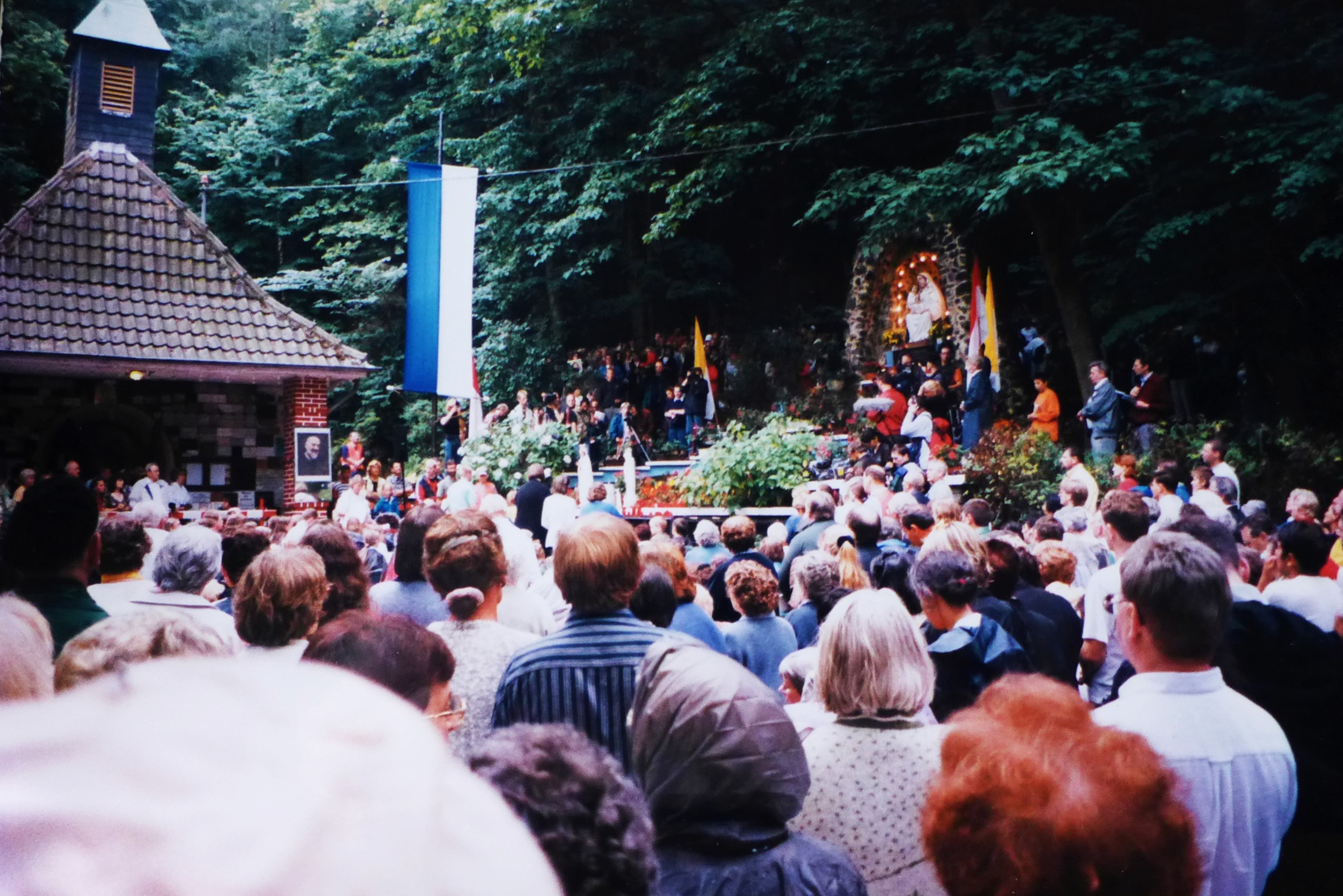
Die marianische Gebetsstätte im Härtelwald mit Kapelle und Mariengrotte am 8. August 1999 während der angeblich erneuten Marienerscheinungen, die drei Frauen zuteilgeworden sein sollen

Mit dem Ende des Kulturkampfes entspannte sich das Verhältnis zwischen dem Deutschen Kaiserreich und der römisch-katholischen Kirche zunehmend. Die Marienerscheinungen in Marpingen hatten zu dem Zeitpunkt ihre politische Brisanz längst verloren. 1932 gründete sich in Marpingen ein Kapellenverein, der mit Hilfe von Darlehen und Spenden sowie unentgeltlichen Arbeitsleistungen daranging, die von der Marpinger Bevölkerung gewünschte Kapelle am Erscheinungsort doch noch zu errichten. Maßgeblich vorangetrieben wurde dies vom Marpinger Bauunternehmer Heinrich Recktenwald, der damit ein Gelübde erfüllte, das er während des Ersten Weltkrieges abgelegt hatte. 1934 veröffentlichte Friedrich Ritter von Lama ein Buch mit dem Titel Die Muttergottes-Erscheinungen in Marpingen, deren mangelnde Anerkennung er ein „Opfer des Kulturkampfes“ nannte. Das weit verbreitete Buch wurde mehrfach wieder aufgelegt. In den 1950er Jahren wurde an der Quelle im Härtelwald ein Auffangbecken angelegt und in den 1970er Jahren der steile Anstieg zur Quelle zu einem Kreuzweg mit Stationsbildern ausgebaut. Der Kapellenverein pflegte diese Anlage und unterhielt zeitweilig ein Pilgerheim für auswärtige Besucher. Die Pilger kamen nicht nur aus der näheren Umgebung, sondern auch aus Frankreich, Schweiz, Österreich, England, den Vereinigten Staaten und Kanada.
Ende des 20. Jahrhunderts erregten angebliche Marienerscheinungen in Marpingen erneut Aufsehen. Zwischen Mai und Oktober 1999 soll die Jungfrau Maria drei Frauen (Marion Guttmann aus Neunkirchen, Judith Hiber aus Hierscheid und Christine Ney aus Ensdorf) insgesamt dreizehnmal erschienen sein und ihnen Botschaften übermittelt haben, worauf erneut erhebliche Pilgerströme nach Marpingen einsetzten. Bis zu 60.000 Menschen pro Jahr besuchten seitdem zunächst Marpingen. Die Übernatürlichkeit der Erscheinungen wurde, wie bereits 1876/77, von der katholischen Kirche nicht anerkannt. Eine Kommission des Bistums Trier stellte 2005 erhebliche Zweifel an den behaupteten Erscheinungen der Jahre 1876/77 wie auch 1999 fest. Der Trierer Bischof Reinhard Marx gab in einem Schreiben bekannt, dass es nicht feststehe, „dass den Ereignissen in Marpingen aus den Jahren 1876 und 1999 ein übernatürlicher Charakter zukommt“. Er legte zudem fest, dass in der kirchlichen Verkündigung künftig weder von „Erscheinungen“ himmlischer Personen in Marpingen noch von „Seherinnen“ und an diese ergangenen „Botschaften des Himmels“ gesprochen oder geschrieben werden solle.